# 반제청년동맹
반제청년동맹(反帝靑年同盟)은 북한 측의 주장에 따르면 타도제국주의동맹을 계승한 1927년 8월 27일 길림에서 김일성에 의해 조직된 비합법적 청년혁명조직으로, 만주지역의 항일 무장단체 가운데 하나였다고 전해진다.
타도제국주의동맹의 아래조직들이 수많이 묶어지고 광범한 청년학생들 속에서 반일기운이 높아지자 보다 많은 청년학생들을 조직적으로 묶어 세우기 위하여 타도제국주의동맹을 개편하여 대중적성격을 띤 반제청년동맹이 조직되었다고 한다. 반제청년동맹의 조직은 짧은 시일 안에 길림시의 문광중학교, 길림제1중학교, 길림제5중학교, 길림사범학교, 길림녀자중학교, 길림법정대학을 비롯한 조선학생들이 있는 곳에 확대되어 갔으며 그 하부조직망은 길림시내는 물론 그 주변의 농촌과 나아가서는 심양, 장춘, 하얼빈, 돈화, 흥경, 류하, 료원 등의 넓은 지역에 걸친 공산주의 영향하의 한인 부락 내에 존재했다고 한다. 김일성이 지도한 세력은 최대 1000여 명 수준의 빨치산 부대였다고 한다.
반제청년동맹지부에는 지부책임자와 조직 및 선전책임자가 있었다. 반제청년동맹은 도시와 농촌에서 학교와 야학을 운영, 인민대중 속에서의 강연, 연예공연과 혁명가요보급, 각종출판물의 발행 등 여러 가지 형식과 방법으로 청년들을 비롯한 광범한 군중을 반일사상과 계급의식으로 무장시키며 점차 일제와 반동군벌 및 반동교원을 반대하는 투쟁에로 조직동원하였다.
 본 문서에는 조선민주주의인민공화국에서 카피레프트로 공개한 백과사전인 정치사전의 내용을 기초로 작성된 내용이 포함되어 있습니다.